# Sardor Rashidov
Sardor Rashidov (Jizzax, 14 juni 1991) is een voetballer die op dit moment actief is bij Umm-Salal SC.  Hij werd in 2017 naar Al-Jazira Club gehaald door de Nederlandse coach Henk ten Cate.
Bij die club debuteerde hij in 2017 tegen diverse Nederlandse clubs (Fortuna Sittard, NEC en Go Ahead Eagles) in en rondom Venlo tijdens een trainingskamp. Rashidov gaf op 8 september 2017 in zijn eerste duel voor Al-Jazira direct een assist op Romarinho tegen Al-Dhafra.
Begin februari 2018 verliet hij de club uit de Emiraten voor een nieuw avontuur in Tasjkent. Midden januari 2019 vertrok de Oezbeek richting Portugal voor een nieuw avontuur bij CD Nacional.

## Oezbeeks elftal
Mirdzjalol Kasimov liet hem debuteren op 31 oktober 2013.
Rashidov was bepalend in meerdere interlands; zo scoorde hij 2 keer tegen de Filipijnen en ook 2 keer tegen Saoedi-Arabië op de rechtsbuiten positie.